# علی رفیعی
علی رفیعی  (متولد ۲۲ دی ۱۳۱۷، اصفهان) نمایشنامه نویس،کارگردان، بازیگر، طراح صحنه و لباس تئاتر و سینما و فوتبالیست است.

## زندگی
علی رفیعی سال ۱۳۱۷ در اصفهان متولد شد. وی تحصیلات خود را تا مقطع دیپلم در اصفهان ادامه داد و در این دوران در تیم فوتبال شاهین دروازه‌بان بود. رفیعی در سال ۱۳۳۶ موفق به اخذ بورسیه ورزش و عزیمت به فرانسه شد اما آسیب‌دیدگی و شکستگی پا در کوه‌های آلپ در حین اسکی در سال ۱۳۳۸ سرآغاز تغییر مسیر زندگی او شد. او سپس مبادرت اخذ لیسانس و فوق لیسانس جامعه‌شناسی در سوربن نمود و در این دوران پس از آشنایی با یک کمپانی فیلم‌سازی وارد عرصه بازیگری شد. او سپس با ورود به گروههای تئاتری و گذراندن دوره‌های بازیگری در موسسه بازیگری شارل دولن پاریس و و طی دوره‌های بازیگری نزد ژاک لوکوک مدارج بازیگری را گذراند. رفیعی سپس به عنوان دستیار کارگردان در تئاتر ملی فرانسه مشغول بکار شد. رفیعی در این دوران پس از ثبت نام در دانشگاه بین‌المللی تئاتر پاریس، در رشته تئاتر در دانشگاه سوربن  فارغ‌التحصیل  و موفق به اخذ دکتری مطالعات تئاتری شد. او در سال ۱۳۵۳ به ایران بازگشت و تدریس در دانشکده هنرهای زیبای تهران را آغاز کرد. او در سال ۱۳۵۵ به‌عنوان رئیس تئاترشهر تهران منصوب شد. رفیعی در سال ۱۳۵۶ با استعفا از ریاست تئاترشهر تهران به عنوان رئیس دانشکده هنرهای دراماتیک تهران مشغول بکار شد. او پس از انقلاب در سال ۱۳۵۹ به فرانسه عزیمت نمود و سال ۱۳۶۹ به ایران بازگشت. رفیعی به تدریس در دانشکده سینما تئاتر مشغول شد و اقدام به تشکیل گروهی تازه از دانشجویان تئاتر نمود. اولین حضور او در جشنواره تئاتر فجر پس از بازگشت به ایران به سال ۱۳۷۱ برمی‌گردد که یادگار سال‌های شن را در کنار آثاری نظیر سیرک به نویسندگی و کارگردانی حسین نوری و حقه‌‌های اسکاپن اثر مولیر به کارگردانی قطب‌الدین صادقی به روی صحنه برد.

## آثار

### سینما
- آقا یوسف (۱۳۸۹)
- ماهی‌ها عاشق می‌شوند (۱۳۸۳)
- یکی آواز می خواند دیگری نه (۱۹۷۷) (بازیگر)

### تئاتر
- خانه برناردا آلبا (۱۳۹۷)
- خاطرات و کابوس‌های یک جامه‌دار از زندگی و قتل میرزا تقی خان فراهانی (تالار وحدت، پاییز ۱۳۹۴)
- یرما (تماشاخانه ایرانشهر، ۱۳۹۲)
- شکار روباه (تالار وحدت، ۱۳۸۷)
- در مصر برف نمی‌بارد (تئاتر شهر، ۱۳۸۲)
- کلفت‌ها (تئاتر شهر، ۱۳۸۱)
- شازده احتجاب (تالار وحدت، ۱۳۸۰)
- رومئو و ژولیت (تالار وحدت، ۱۳۷۹)
- عروسی خون (تالار وحدت، ۱۳۷۷)
- یک روز خاطره انگیز برای دانشمند بزرگ وو (تالار وحدت، ۱۳۷۶)
- یادگار سال‌های شن (تالار وحدت، ۱۳۷۱)
- جنایت و مکافات (تئاتر شهر، ۱۳۵۵)
- خاطرات و کابوس‌های یک جامه دار از زندگی و قتل میرزا تقی خان فراهانی (تئاتر شهر، ۱۳۵۵)
- شیون و استغاثه پای دیوار بزرگ شهر (تئاتر شهر، ۱۳۵۵)
- آنتیگونه (تالار مولوی، ۱۳۵۴)

### تلویزیون
- خسیس (تله تئاتر، ۱۳۷۶)